# Ulvö kapell

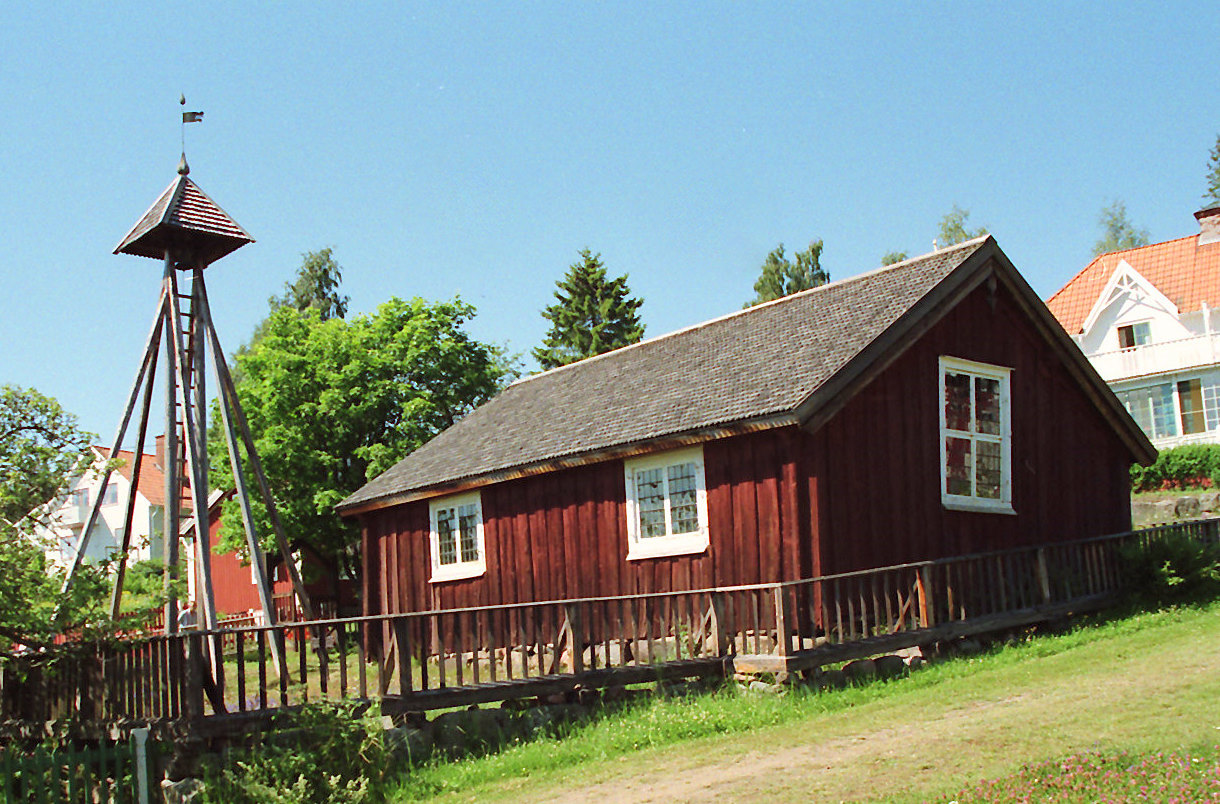
Ulvö kapell

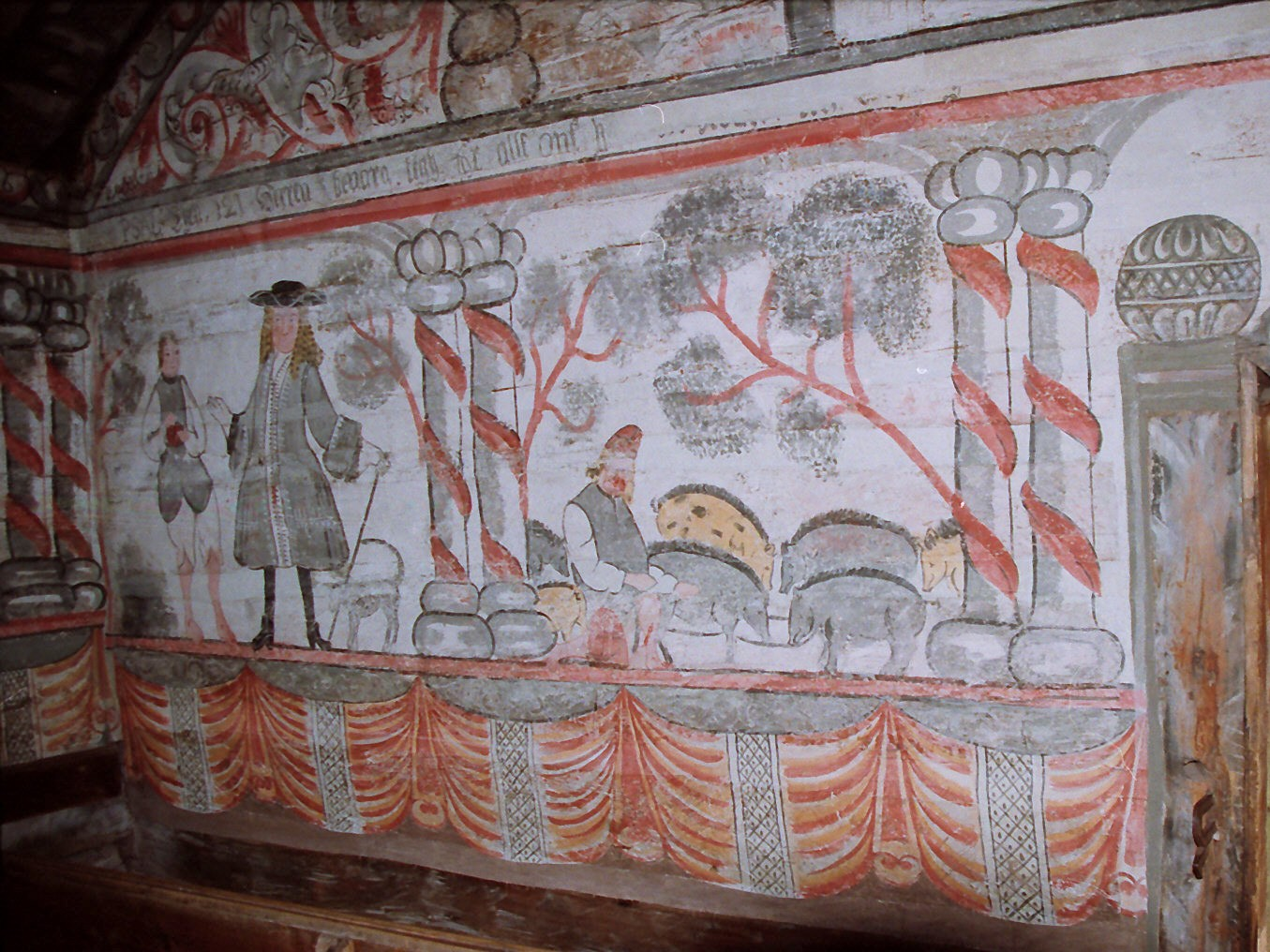
Kapellets interiör

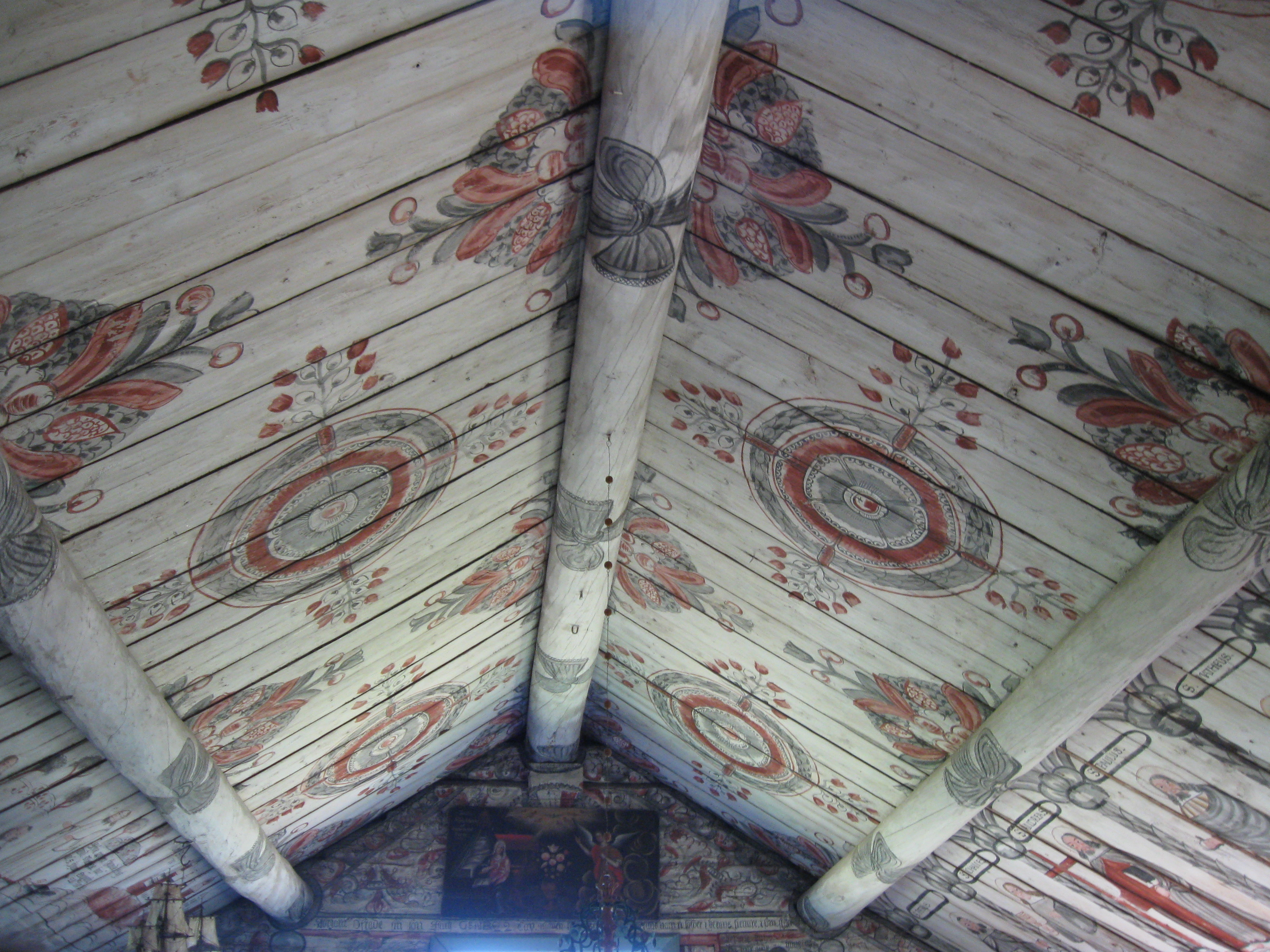
Målningarna i taket.

Ulvö kapell, även Ulvö gamla fiskekapell, är beläget i Ulvöhamn på Norra Ulvön i Örnsköldsviks kommun. Kapellet ligger inom Nätra församling men förvaltas numera av Västernorrlands museum.

## Kyrkobyggnaden
Det gamla kapellet byggdes i trä år 1622 och är ett av de äldsta fiskekapellen utmed Norrlandskusten. Tidigt under 1700-talet flyttades kapellet till sin nuvarande plats.
Interiören har målningar av Roland Johansson Öberg. Dessa har målats år 1719.
På grund av bristande underhåll var kapellet vid 1800-talets slut i bedrövligt skick. Man ansökte om att få riva kapellet och ersätta det med en kyrka. Men innan rivningen hann påbörjas besökte Oscar II Ulvön i augusti 1890. Kungen imponerades så mycket av kapellets målningar att han skänkte 200 kronor till kapellets bevarande. Därmed avstyrdes alla planer på rivning. Söndagen 12 augusti 1894 så invigdes kapellet. av kyrkoherden i Nätra, Johan Olof Huss (1816-1907), kontraktsprost och kyrkoherde i Sunnansjö, Johan Gustaf Dixelius ((1850-1917), kyrkoherde Jonas Erik Björkquist i Gideå och kyrkoherde Carl Alfred Nygren i Mo.
Kapellet är murat av knubb och spånat in- och utvändigt. Ritning av byggmästare P. G. Hultman i Köpmanholmen. Uppförandet under ledning av snickaren Samuel Wiberg i Nätra. Målningen utfördes av målaren Nyberg, Köpmanholmen. Församlingen bidrog själv med frivilliga dagsverken för byggnadens iståndsättande enligt en uppgjord turlista. Kapellet är cirka 15 meter långt, 9½ meter brett, 8½ meter högt till taknocken. 
Intill kapellet står en klockstapel av trä. I stapeln hänger en enda klocka. Höjden från marken till klocktornets topp är cirka 18 meter.

## Inventarier
- Predikstolen härstammar från 1600-talet och är inköpt från Vibyggerå församling.
- Sju medeltida skulpturer förvaras sedan 1930-talet på Västernorrlands museum. I kapellet finns en madonnaskulptur som är en nytillverkad kopia.
- I taket hänger ett votivskepp Gustaf från Gefle Anno 1770 som skänktes till kapellet av tre fjärrfiskare.
- Två ljuskronor skurna i trä tillverkades förmodligen på 1700-talet